# Węgierska Formuła 2000 Sezon 2015
Węgierska Formuła 2000 Sezon 2015 – dwudziesty czwarty sezon Węgierskiej Formuły 2000

## Kalendarz wyścigów
| Runda | Data        | Tor           | Pole position | Najszybsze okrążenie | Zwycięzca (kierowcy) | Zwycięzca (zespoły) |
| ----- | ----------- | ------------- | ------------- | -------------------- | -------------------- | ------------------- |
| 1     | 25 kwietnia | Hungaroring   | Balázs Pődör  | Balázs Pődör         | Balázs Pődör         | Formula Student     |
| 2     | 26 kwietnia | Hungaroring   | Balázs Pődör  | Balázs Pődör         | János Magyar         | Magyar Racing Team  |
| 3     | 23 maja     | Spielberg     | Tamás Rónai   | Tamás Rónai          | Tamás Rónai          | Formula Car Team    |
| 4     | 24 maja     | Spielberg     | János Magyar  | János Magyar         | Tamás Rónai          | Formula Car Team    |
| 5     | 1 sierpnia  | Pannónia-Ring | ?             | Balázs Pődör         | Balázs Pődör         | Formula Student     |
| 6     | 2 sierpnia  | Pannónia-Ring | ?             | Balázs Pődör         | Balázs Pődör         | Formula Student     |
| 7     | 22 sierpnia | Slovakiaring  | Balázs Pődör  | János Magyar         | János Magyar         | Magyar Racing Team  |
| 8     | 23 sierpnia | Slovakiaring  | Balázs Pődör  | János Magyar         | János Magyar         | Magyar Racing Team  |
| 9     | 11 września | Hungaroring   | ?             | Balázs Pődör         | Balázs Pődör         | Formula Student     |
| 10    | 12 września | Hungaroring   | ?             | János Magyar         | János Magyar         | Magyar Racing Team  |
| 11    | 13 września | Hungaroring   | ?             | János Magyar         | János Magyar         | Magyar Racing Team  |

## Klasyfikacja kierowców
| Legenda oznaczeń w tabelach wyników Wyświetl szablon na nowej stronie | Legenda oznaczeń w tabelach wyników Wyświetl szablon na nowej stronie                                                                     |
| Oznaczenie                                                            | Wyjaśnienie |
| --------------------------------------------------------------------- | --- |
| Złoty                                                                 | Zwycięzca lub mistrzostwo |
| Srebrny                                                               | 2. miejsce lub wicemistrzostwo |
| Brązowy                                                               | 3. miejsce lub II wicemistrzostwo |
| Zielony                                                               | Ukończył, punktował (w klasyfikacji generalnej, gdy zdobył co najmniej jeden punkt na przestrzeni sezonu, poza trzema powyższymi opcjami) |
| Niebieski                                                             | Ukończył, nie punktował (w klasyfikacji generalnej, gdy nie zdobył co najmniej jednego punktu na przestrzeni sezonu)                      |
| Czerwony                                                              | Nie zakwalifikował się (NZ) |
| Czerwony                                                              | Nie prekwalifikował się (NPK) |
| Różowy                                                                | Nie ukończył (NU) |
| Różowy                                                                | Niesklasyfikowany (NS) (w klasyfikacji generalnej, gdy nie został sklasyfikowany w żadnym wyścigu sezonu)                                 |
| Czarny                                                                | Zdyskwalifikowany (DK) |
| Czarny                                                                | Wykluczony (WYK/EX) |
| Biały                                                                 | Nie wystartował (NW) |
| Biały                                                                 | Kontuzjowany (K/INJ) |
| Biały                                                                 | Wyścig odwołany (OD/C) |
| Bez koloru                                                            | Został wycofany (WYC/WD) |
| Bez koloru                                                            | Nie przybył (NP/DNA) |
| Bez koloru                                                            | Nie brał udziału w treningach (NT/DNP) |
| Bez koloru                                                            | Nie został zgłoszony (–) |
| Pogrubienie                                                           | Start z pole position |
| Kursywa                                                               | Najszybsze okrążenie wyścigu |
| †                                                                     | Nie ukończył, ale jego rezultat został zaliczony ze względu na przejechanie więcej niż 90% dystansu wyścigu.                              |
| *                                                                     | Sezon w trakcie |
| 1/2/3                                                                 | Punktowana pozycja w sprincie kwalifikacyjnym                                                                                             |
| Lista systemów punktacji Formuły 1                                    | |

| Poz.         | Kierowca        | Zespół               | HUN          | HUN          | RBR          | RBR          | PAN          | PAN          | SVK          | SVK          | HUN          | HUN          | HUN          | Punkty       |
| Formuła 2000 | Formuła 2000    | Formuła 2000         | Formuła 2000 | Formuła 2000 | Formuła 2000 | Formuła 2000 | Formuła 2000 | Formuła 2000 | Formuła 2000 | Formuła 2000 | Formuła 2000 | Formuła 2000 | Formuła 2000 | Formuła 2000 |
| ------------ | --------------- | -------------------- | ------------ | ------------ | ------------ | ------------ | ------------ | ------------ | ------------ | ------------ | ------------ | ------------ | ------------ | ------------ |
| 1            | János Magyar    | Magyar Racing Team   | 2            | 1            | 4            | 6            | 2            | NU           | 1            | 1            | 2            | 1            | 1            | 92           |
| 2            | Balázs Pődör    | Formula Student      | 1            | 6            | 5            | 5            | 1            | 1            | 2            | 2            | 1            | 2            | 2            | 91           |
| 3            | Tamás Rónai     | Formula Car Team     | 3            | 2            | 1            | 1            | 3            | 2            | 4            | 3            | 3            | 3            | 3            | 83           |
| 4            | Zoltán Fekete   | Formula Student      | 4            | 4            | 2            | 2            | NU           | 3            | 3            | 6            | 4            | 4            | 4            | 61           |
| 5            | Balázs Volentér | Nívó Motorsport Kft. | 5            | 5            | 6            | 4            | 5            | 5            | 5            | 5            | 5            | 5            | 5            | 48           |
| 6            | László Eszenyi  | Formula Car Team     | NU           | 3            | 3            | 3            | 4            | 4            | NU           | 4            | 6            | 6            | 6            | 45           |
| 7            | Roland Stern    | Formula Car Team     | –            | –            | –            | –            | 6            | NU           | 6            | NW           | 7            | 7            | 7            | 14           |
| Formuła 1600 |                 |                      |              |              |              |              |              |              |              |              |              |              |              |              |
| 1            | Attila Pénzes   | Magyar Racing Team   | 1            | 1            | –            | –            | –            | –            | –            | –            | –            | –            | –            | 20           |